# تلم تاجي
التَّلَمُ التَّاجِيُّ هو أحد الأتلام الموجودة في القلب والذي يفصل الأذينين عن البطينين، ويجري في التلم التاجي أهم الأوعية المُغذية للقلب. والتلم التاجي غير مُكتمل من الأمام حيث يظهر جذر الجذع الرئوي. وعلى السطح الخلفي للقلب يحوي التلم التاجي الجيب التاجي.